# عمارة الفنون الجميلة

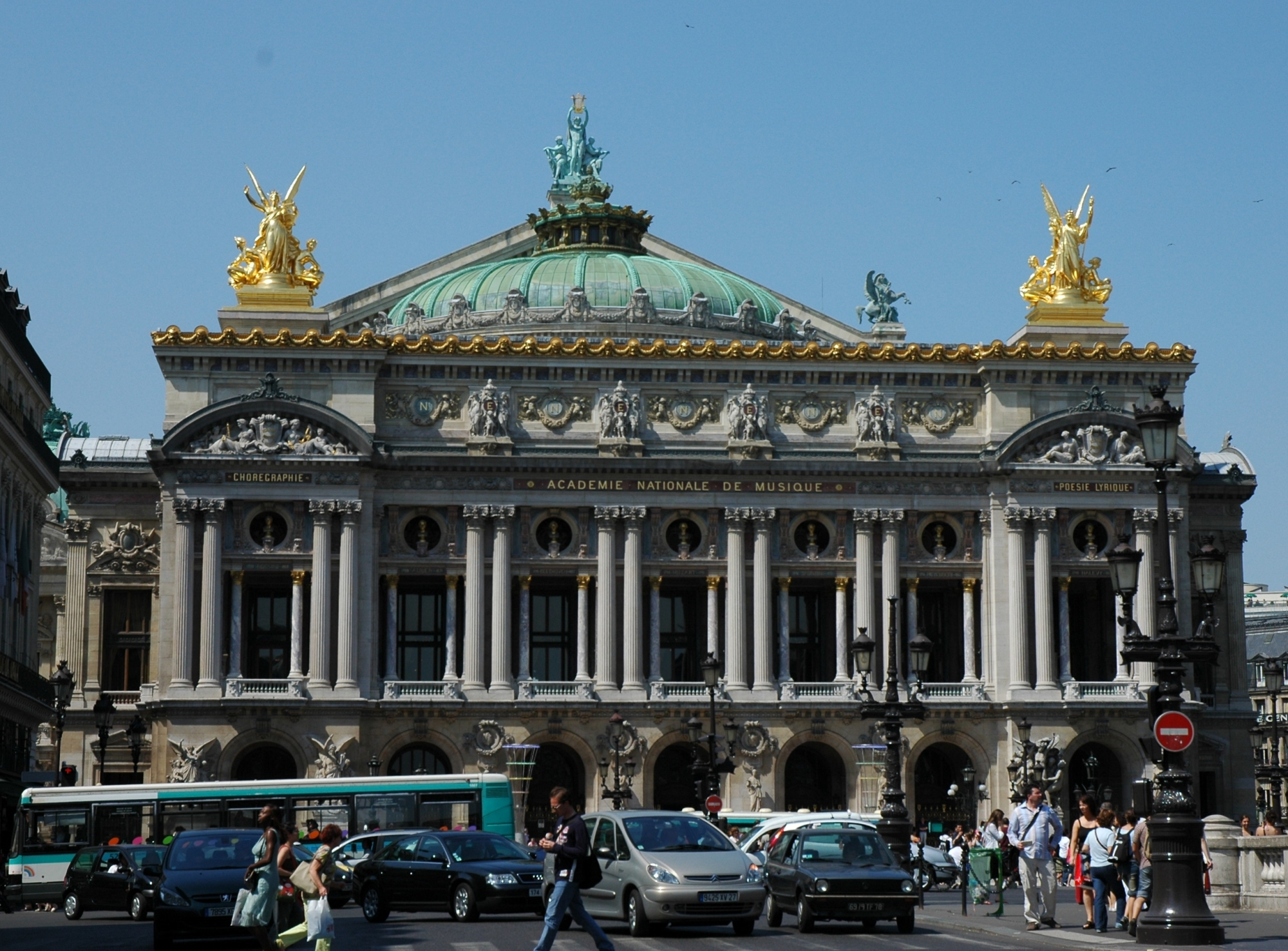
مبنى قصر غارنييه في باريس. من الأمثلة على عمارة الفنون الجميلة.

طراز الفنون الجميلة (بالفرنسية: Style Beaux-Arts) طراز معماري إحيائي ظهر في فرنسا في أواخر القرن الثامن عشر ليعبر عن العمارة الكلاسكية الجديدة. وهو نتاج تراكمي لقرنين ونصف من العمارة الأكاديمية الملكية (1671-1793)، ولما بعد الثورة الفرنسية، وخصوصًا في قسم العمارة في مدرسة الفنون الجميلة. وقد برز هذا الطراز أيضًا في عدة دول حول العالم، كما في الولايات المتحدة وكندا والأرجنتين وأستراليا.

## لمحة تاريخية
تطور أسلوب الفنون الجميلة من الكلاسيكية الفرنسية في أسلوب لويس الرابع عشر، ثم من الكلاسيكية الفرنسية الجديدة التي بدأت من لويس الخامس عشر ولويس السادس عشر. حكمت الأساليب المعمارية الفرنسية، الأكاديمية الملكية للعمارة (1671- 1793) قبل الثورة الفرنسية، وحكمها بعد الثورة قسم العمارة من أكاديمية الفنون الجميلة. عقدت الأكاديمية مسابقة جائزة روما الكبرى للعمارة، التي أتاحت للفائزين بالجوائز فرصة لدراسة العمارة الكلاسيكية في العصور القديمة في روما.
تحدى أربعة معلمين في الأكاديمية الكلاسيكية الجديدة الرسمية للنظام القديم، وهم جوزيف لويس دوك وفيليكس دوبان وهنري لوبروست وليون فودوير، الذين درسوا في الأكاديمية الفرنسية في روما في نهاية العشرينيات من القرن التاسع عشر. أراد هؤلاء الانفصال عن الشكل الصارم للأسلوب القديم من خلال تقديم نماذج معمارية جديدة من العصور الوسطى وعصر النهضة. كان هدفهم إنشاء أسلوب فرنسي أصيل يعتمد على النماذج الفرنسية، وتلقى عملهم المساعدة في بداية عام 1837، من لجنة الآثار التاريخية برئاسة الكاتب والمؤرخ بروسبير ميريميه ومن الاهتمام الكبير بالعصور الوسطى الناتج عن نشر رواية أحدب نوتردام في عام 1831 التي كتبها فيكتور هوغو. كانت نيتهم المعلنة هي «إعطاء العمارة سمة وطنية حقيقية».
وصل الأسلوب المعروف باللغة الإنجليزية باسم الفنون الجميلة إلى ذروة تطوره خلال فترة الإمبراطورية الثانية (1852- 1870) والجمهورية الثالثة التي تلت ذلك. استمر أسلوب التدريس الذي أنتج عمارة الفنون الجميلة من دون انقطاع يُذكر حتى عام 1968.
أثر أسلوب الفنون الجميلة بشكل كبير على عمارة الولايات المتحدة منذ عام 1880 وحتى 1920. وفي المقابل، انجذب العديد من المعماريين الأوربيين خارج فرنسا بعيدًا عن الفنون الجميلة في الفترة الممتدة من عام 1860 وحتى 1914، إلى مراكزهم الأكاديمية الوطنية. اتبع المعماريون البريطانيون في الكلاسيكية الإمبراطورية مسارًا أكثر استقلالية إلى حد ما، بسبب السياسات الثقافية في أواخر القرن التاسع عشر، وهو تطور بلغ ذروته في مباني حكومة السير إدوين لوتينز في نيودلهي.[بحاجة لمصدر]

## التدريب
شدد تدريب الفنون الجميلة على الأمثلة الرئيسية للعمارة الرومانية الإمبراطورية بين أغسطس وأباطرة سيفيران، وعلى عصر النهضة الإيطالية ونماذج الباروك الفرنسية والإيطالية بشكل خاص، وأصبح من الممكن بعد ذلك تطبيق التدريب على مجموعة أوسع من النماذج مثل واجهات قصر فلورنسا في فترة الأربعمئة (إشارة إلى الفترة بين 1400- 1499) أو القوطية الفرنسية المتأخرة. غالبًا ما عاد المعماريون الأمريكيون الذي ينتمون لجيل الفنون الجميلة إلى النماذج اليونانية، التي امتلكت تاريخًا محليًا قويًا في عمارة الإحياء الإغريقي الأمريكية في أوائل القرن التاسع عشر. استكملت للمرة الأولى مجموعة من الصور الفوتوغرافية، رسومات دقيقة ذات مقياس وتفاصيل للموقع.
استفاد تدريب الفنون الجميلة من استخدام الأغراف (حجر عقد مزخرف بنحت بارز) والمشابك التي تربط الأشكال المعمارية مع أخرى بهدف تداخلها وهي عادة باروكية «العمارة الناطقة» يمكن فيها نقل الملاءمة المفترضة للرمزية إلى التطرف العقلي الحرفي.
شدد تدريب الفنون الجميلة على إنتاج رسوم مفاهيمية سريعة ورسومات المناظير عالية الجودة وعلى الاهتمام الكبير بالبرنامج والتفاصيل. تضمنت اعتبارات الموقع السياق الاجتماعي والحضري.
مر جميع المعماريين في التدريب عبر المراحل الإلزامية –دراسة النماذج القديمة وبناء النظائر وتحليل النماذج اليونانية أو الرومانية ودراسات «الجيب» والخطوات التقليدية الأخرى- من أجل المنافسة طويلة المدى على المقاعد القليلة المرغوبة في الأكاديمية الفرنسية في روما (الموجودة في فيلا ميديشي) مع المتطلبات التقليدية لإرسال العروض على فترات زمنية تُسمى مراسلات من روما.

## أمثلة

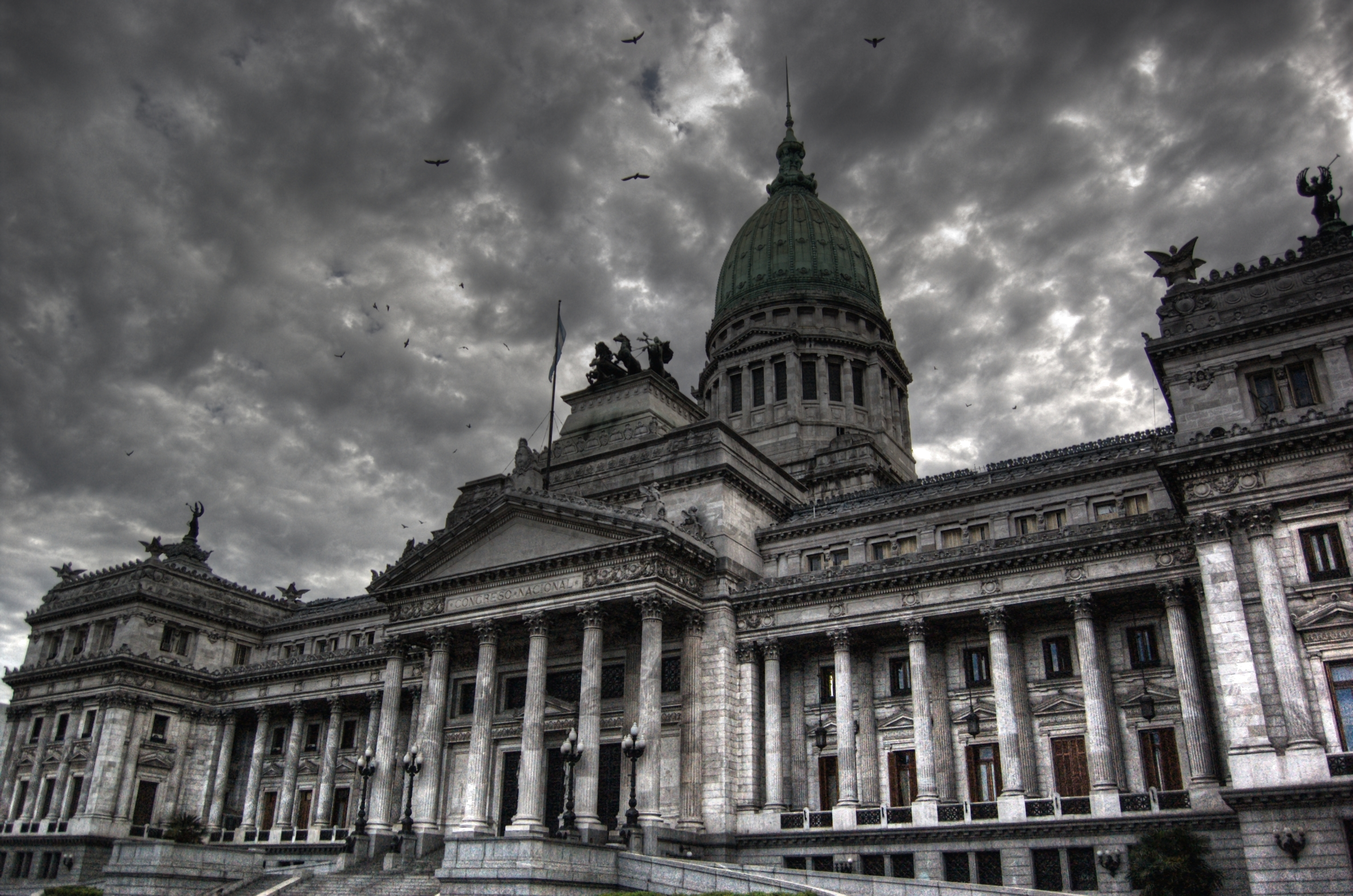
قصر الكونغرس، بوينس أيرس
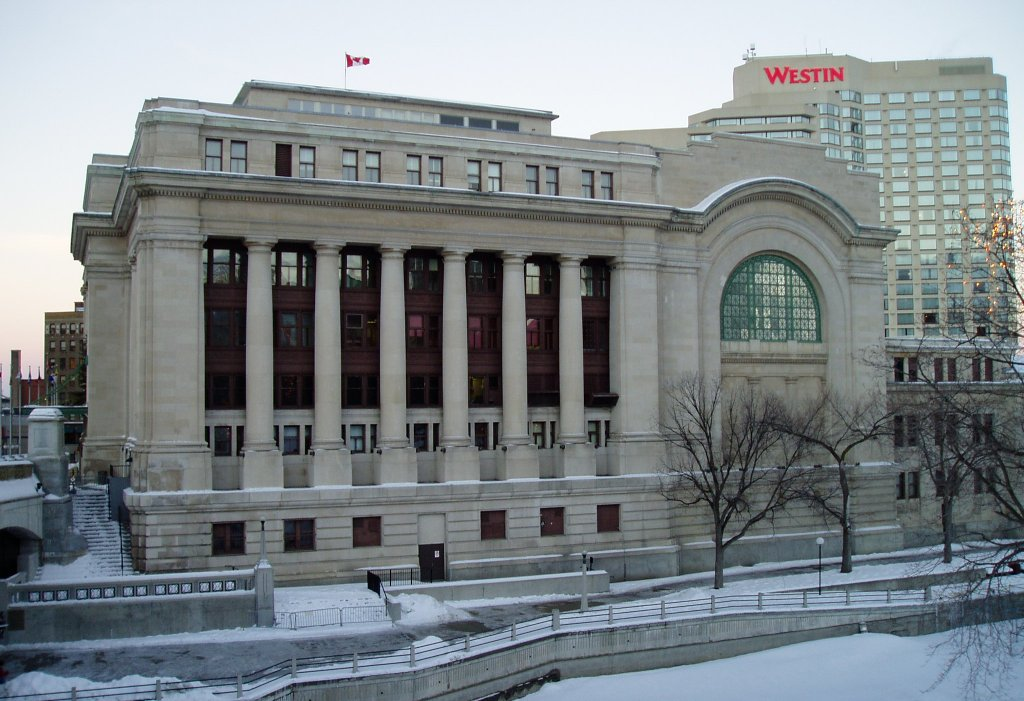
مركز المؤتمرات، أوتوا
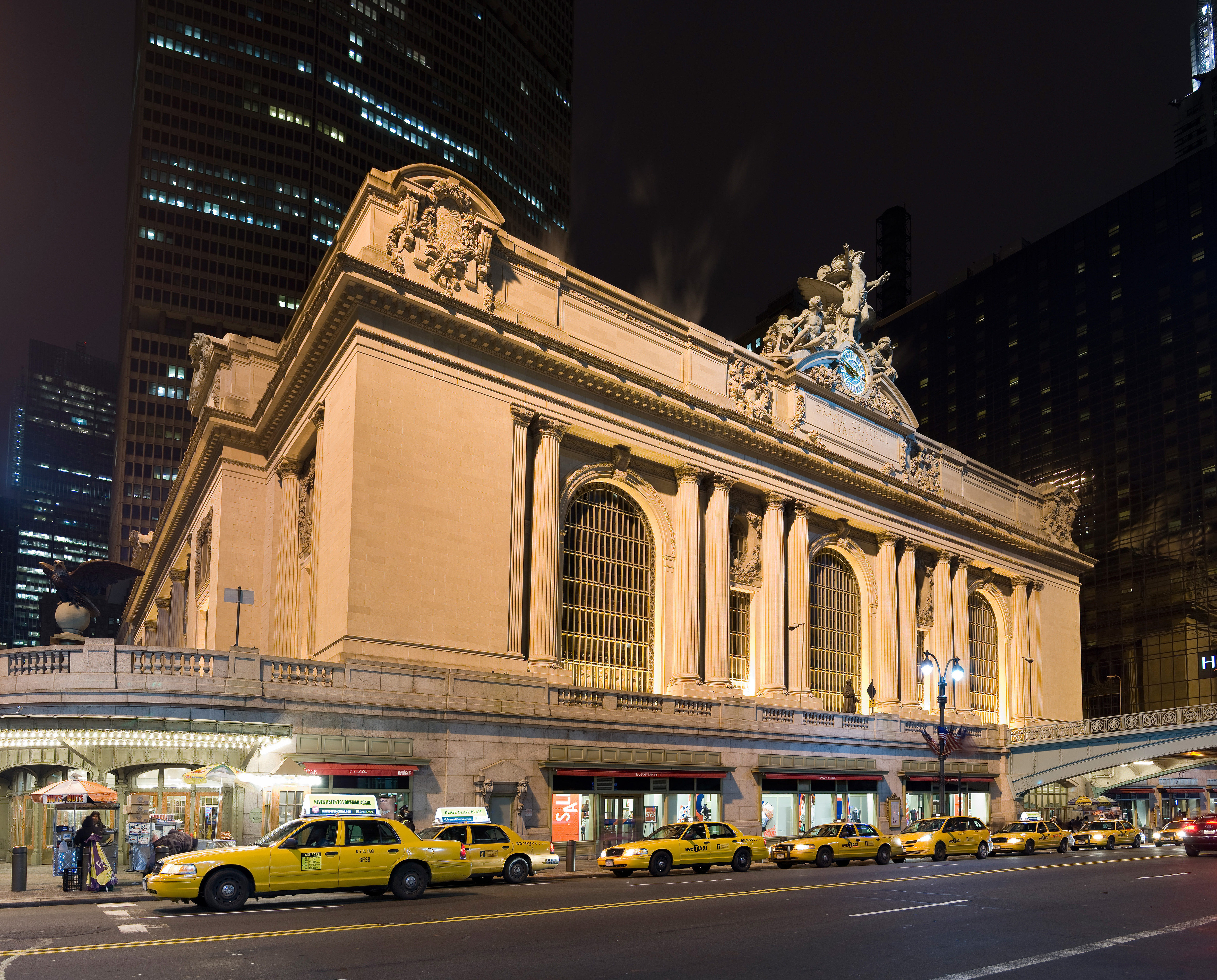
المحطة الكبرى، نيويورك
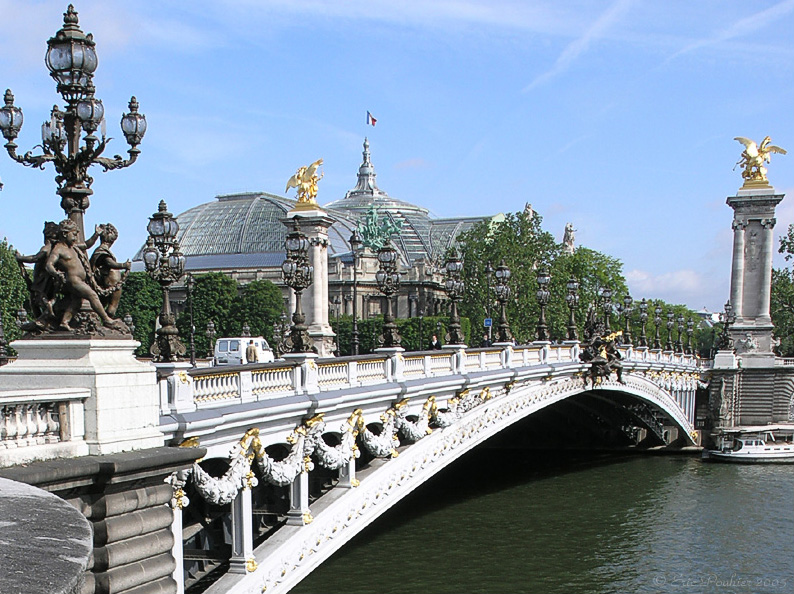
جسر بونت ألكسندر III، باريس
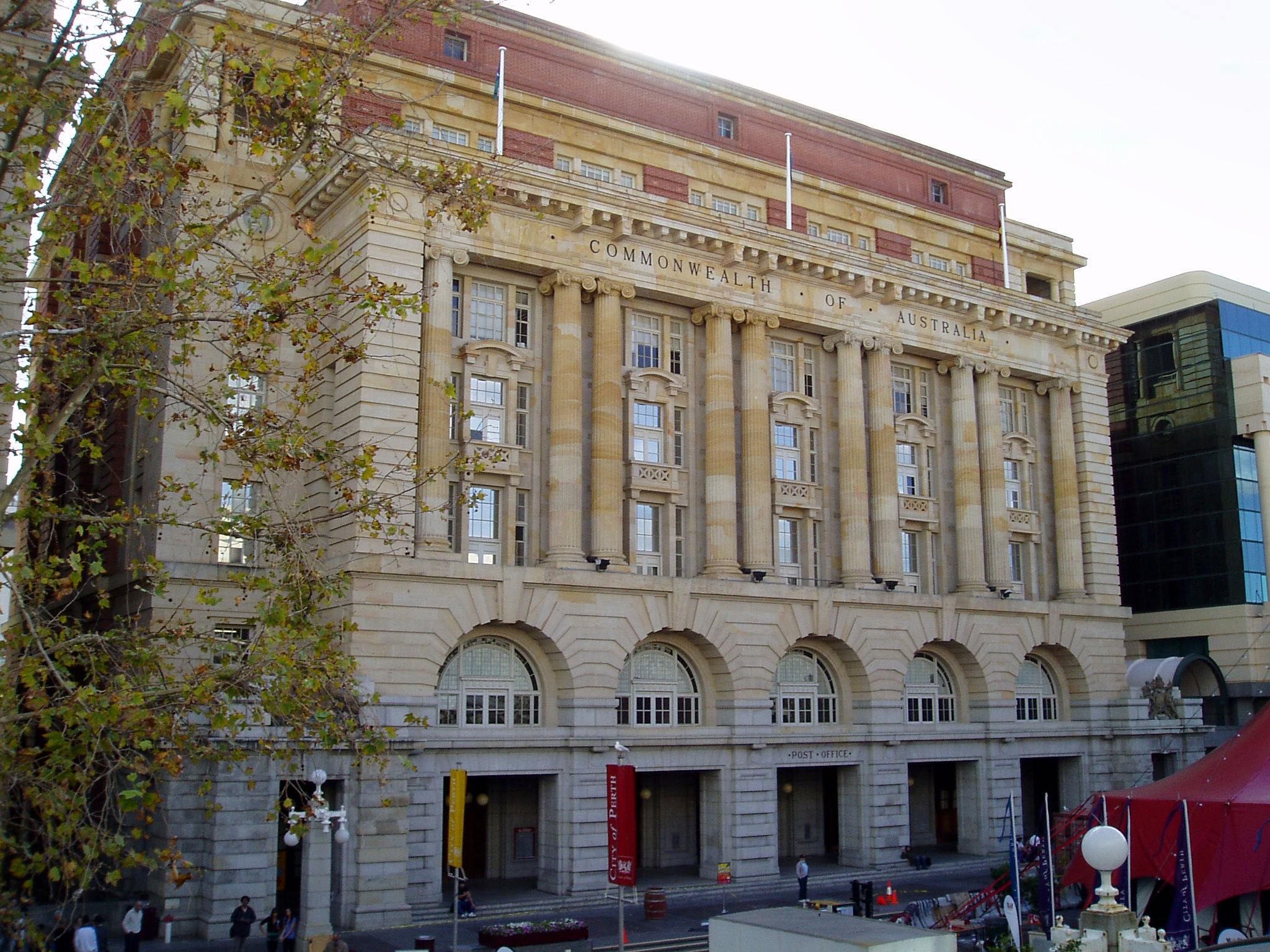
مبنى البريد العام، بيرث
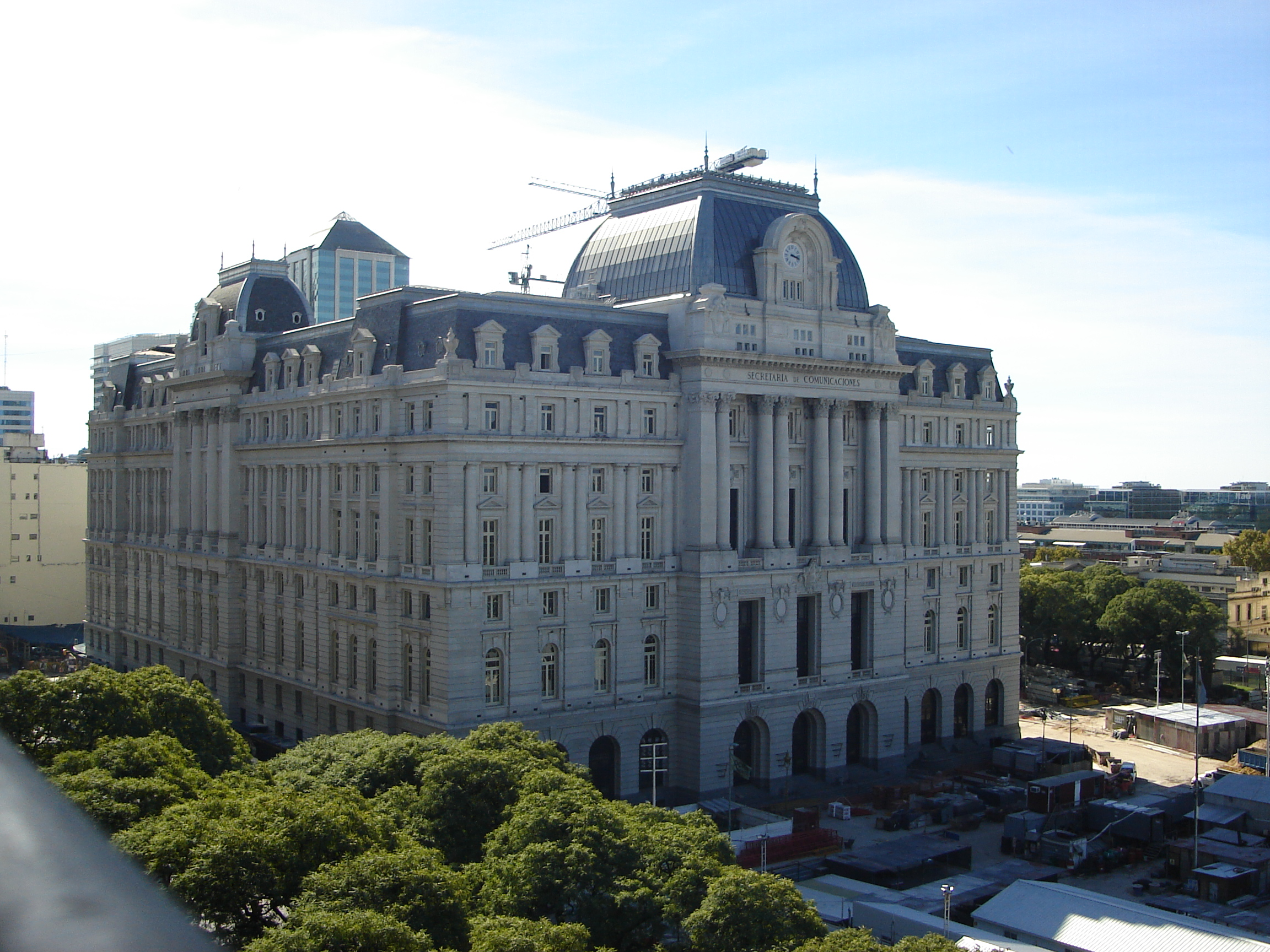
المركز الثقافي في الأرجنتين

## وصلات خارجية
- صور عمارة نيويورك، معرض الفنون الجميلة
- فلم إعلاني عن استخدام طراز الفنون الجميلة كمرجع في تصميم المطابخ
- مبنى هاليدي
- مباني/ إنشاءات عمارة الفنون الجميلة